# Walckenaeria floridiana
Walckenaeria floridiana là một loài nhện trong họ Linyphiidae. Loài này được tìm thấy ở Hoa Kỳ.